# Набу-шум-укін II
Набу-шум-укін II (аккад. Nabû-šuma-ukīn II; букв. «Набу зміцнив потомство») — цар Вавилонії, правив приблизно в 732 до н. е.. Останній з  VIII Вавилонської династії.
Зведений на престол вавилонянами, що повалили Набу-надін-зері. Після одного місяця правління повалений  халдейським вождем Набу-мукін-зері.